# Federazione cestistica dell'Argentina
La Confederación Argentina de Básquetbol (CABB) è l'organo di organizzazione e controllo della pallacanestro in Argentina.
Ha sede a Buenos Aires e l'attuale presidente è Germán Vaccaro.

## Storia
È affiliata alla FIBA dal 1932, alla sezione americana dal 1975.

## Attività
Gestisce i campionati nazionali maschili e femminili e le squadre nazionali.